# Дзъюен (бронепалубен крайцер, 1883)
Дзъюен (на китайски: 济远 или на английски: Jiyuan, Chi-Yuen или Tsi-Yuen) е бронепалубен крайцер на Китайския флот, а впоследствие „Сайен“ („Saiyen“) канонерска лодка на Японския флот. Участва в японо-китайската война и в Руско-японската война.

## Строителство
Малкият крайцер „Дзъюен“ е поръчан в края на 1870-те г. в Германия за ВМС на императорски Китай заедно с два големи кораба – броненосците „Динъюан“ и „Чженюан“. Строи се на стапелите на фирмата AG Vulcan Stettin („Вулкан“) в Щетин от 1880 г., спуснат е на вода през 1883 г. Влизането в строй е задържано поради френско-китайската война 1884 – 1885 г., след края на която „Дзъюен“, съпровождайки „Динъюан“ и „Чженюан“, отплава от Германия за Китай.

## Описание на конструкцията и оценка на проекта
Според някои данни решението крайцера да се строи в Щетин за Китай е взето след като определена сума пари остават по сметката на строителя след, построяването на двата броненосеца, която сума, обаче, не е достатъчна за по-голям кораб. Немците, имащи към това време опит, освен в строежа на броненосци и броненосните канонерски лодки серия „Веспе“, ги вземат за основа на проекта за новия кораб.
„Дзъюен“ има двойно по-голям тонаж и по-силни машини, отколкото канонерките тип „Веспе“, наследява от тях чертите на кораб на бреговата отбрана, преди всичко – типа артилерийско въоръжение. В носовата част на „Дзъюен“ в брониран въртящ се барбет са поставени две 8-дюймови оръдия на фирмата „Круп“. 6-дюймово оръдие на същата фирма се намира в кърмовата част. Допълнителното въоръжение са четири 3-дюймови оръдия и девет скорострелни по-малък калибър. Минното въоръжение са четири торпедни апарата на фирмата „Шварцкопф“.
При водоизместимост от 2400 тона и скорост 15 възела „Дзъюен“ напълно отговаря на тогавашните представи за крайцер 3-ти ранг. Кораба има стоманен корпус, разделен от водонепроницаеми прегради на много отсеци. Носът е снабден с таранен щевен, обводите са заострени, палубата е права, гладка и с неголяма централна надстройка с мостик пред единствения комин. Първоначално има три мачти, гротмачтата е с боен марс.
Основната защита на кораба е двуслойна (композитна) бронирана палуба с 3-дюймова дебелина. Носовите оръдия голям калибър са защитени отдолу с барбет с 10 дюймова дебелина, но отгоре – само с брониран калпак от 2 дюйма. С такава дебелина е и калпака-кула и около кърмовото оръдие. Още по-слаба е защитата на бойната рубка – тя е прикривана от дюймова броня, способна да спре само осколки.
Като допълнение на построените заедно с него броненосци „Дзъюен“ се оказава малополезен. Неголемия и слабоброниран кораб не може да участва наравно с „Динъюан“ и „Чженюан“ в ескадрено сражение и не е пригоден като разузнавач, тъй като неговата скорост не е съществено по-високо, отколкото на самите броненосци. В същото време „Дзъюен“, съвмещавайки неголям тонаж с достатъчно силно голямокалибрено въоръжение, напълно може да изпълнява задачите на кораб на бреговата отбрана.

## Служба в китайския флот
С пристигането си в Китай през 1885 г. „Дзъюен“ влиза в състава на северния Бейянския флот (Бейянска ескадра) под командването на адмирал Дин Жучан. През следващата 1886 г. крайцера участва в далечния поход на китайската ескадра, посетил Куре, Нагасаки и Владивосток. След това често посещава корейските пристанища за стационарна служба. Лятото на 1894 г. подсигурява съпровождането в Корея на транспорти с войски за потушаването на инспирираното от японците въстание. Утрото на 25 юни 1894 г. „Дзъюен“ е внезапно атакуван от три много по-силни японски крайцера близо до залива Асан, което се превръща в първото сражение на японо-китайската война.
Независимо от получаването на предупреждения за начало от страна на японците на враждебни действия, командирът на „Дзъюен“ Фан Боцян не предприема никакви мерки за подготовка на кораба за бой. В 8 сутринта към „Дзъюен“ се приближава японския 3600-тонен бронепалубен крайцер „Нанива“, който е командван от капитан Того Хейхачиро (бъдещият адмирал). Според японските твърдения, китайците отначало издигат бял флаг, а след това изстрелват по тях торпедо, преминало встрани от японския кораб. Според китайските показания, торпедото е изстреляно без прицелване, за да се предотврати детонирането му от осколките, вече след внезапното откриване на огън от страна на японците.
| „                           | Отначало японците изстрелват няколко снаряда, които уцелват бойната рубка на „Тси-Юан“, пробиват я разкъсват на парчета първия лейтенант и мичмана. Главата на лейтенанта увисва на една от комуникационните тръби; рулевия прибор, машинния телеграф и комуникационните тръби са напълно разрушени. Капитан Фонг, който също е в рубката не получава рани; той веднага заповядва кораба да се приготви за бой и слиза долу. На кораба все още нищо не е направено, когато е уцелен от втория бордов залп на японцеца, причинил големи повреди. Един снаряд, отскачайки от бронираната палуба, удря нагоре, в долната част предната кула и преминава през бронята ѝ. Той пробива изцяло палубата, поврежда механизма за подаване на снаряди и вади от строя едно от 8-дюймовите оръдия. След няколко минути кулата е пробита от втори снаряд; детонирал вътре, той убива артилерийския офицер и шест души от прислугата… Много попадения има в пространството между палубите; един снаряд унищожава каютите на офицерите и отваря огромна пробойна в борда; друг удря в кожуха на комина и, взривявайки се там, убива няколко огняра. Снаряди уцелват лодките, като те се запалват, а бойната мачта е пробита на няколко места. | “ |
| Вильсон Х. Броненосцы в бою | |   |

Корабът губи управление: щурвалът не действа, а връзката с машинното отделение, за да се управлява кораба чрез хода на машините е невъзможна, поради унищожаването на комуникационните тръби и телеграфа. Изглежда така, като че ли „Дзъюен“ е обречен. Но скоро, благодарение на решителността на немския инженер-инструктор Хофман, са извлечени по спешност от подшкиперската и опънати временни румпел-талове. „Дзъюен“ отново става управляем. Независимо от ефективния обстрел на близка дистанция, „Нанива“ не успява да нанесе на по-слабия китайски крайцер гибелни за него повреди. По някаква причина японците не успяват да използват двете си най-мощни 10-дюймови оръдия, които са способни да поразят машинното или котелното отделение на „Дзъюен“, да го лишат от ход или да предизвикат потапяването му. По думите на Х. Уилсън, китайският кораб 
| „                           | получава голям брой попадения от 6-дюймовите оръдия и от оръдията на малкия калибър, но повредите се оказват съвсем не толкова сериозни, както следова да се очаква. Объяснението за това е, че по-голямата част от снарядите така и не детонират. | “ |
| Вильсон Х. Броненосцы в бою | |   |

 Големите жертви сред китайския екипаж са предизвикани не толкова от осколките на японските снаряди, колкото от парчетата на разбиваната от тях тънка броня на рубката и оръдейните кули.
Съпровождащия „Дзъюен“ втори китайски кораб – минният крайцер „Гуанъи“ влиза в боя, отвличайки със себе си „Нанива“ и другия японски крайцер – „Акицушима“. Възползвайки се от това, „Дзъюен“ се насочва към открито море. След него поема в преследване третия, най-силен японски крайцер – 4200-тонния флагман на контраадмирал Цубои „Йошино“, способен да развие ход от 23 възела против 15 възела на повредения китайски кораб. Настигайки „Дзъюен“ откъм кърмата, „Йошино“ може да води стрелба по него с три от скорострелните си 6-дюймови оръдия, а в това време китайците имат една-единствена ретирадна 6-дюймовка, която не може и да стреля, заради плътната платнена тента, за разглобяването на която няма време. Тентата все пак е свалена с изстрел от упор, след което започват стрелба по японците. Китайците успяват да уцелят „Йошино“, което кара японския крайцер да прекрати преследването (по твърдение на японците, „Дзъюен“ се скрива в мъгла, докато на „Йошино“ отсраняват възникнала в машината неизправност).
В боя, който продължава повече от час, „Дзъюен“ е фактически изваден от строй, неговия екипаж губи 16 души убити и 25 ранени. Въпреки това, малкият китайски крайцер успява да оцелее в сражение с три по-бързоходни и много по-силни японски кораба. Но, спасявайки се сам, „Дзъюен“ оставя „Гуанъи“ да се сражава сам и даже не се опитва да предупреди за опасността плаващите към Асан от Китай транспорт „Гаошен“ и куриерския съд „Цяоцзян“. В резултат на това японците унищожават „Гуанъи“ и „Гаошен“ и пленяват „Цяоцзян“. Особено тежък удар за Китай е гибелта на транспорта, на който има 1100 превозвани в Корея войника. Сутринта на 26 юни „Дзъюен“ пристига в главната база на Бейянския флот в Уейхауей и на следващия ден е изпратен за ремонт в Люйшун.

Повредите, получени от „Дзъюен“ в боя при Асан, са изучени от китайското командване, което взема спешни мерки за защитата на корабите на флота от използваните от японците фугасни снаряди: 
| „ | Chi-Yen, след пристигането си в Уей-ха-уей след боя с Joshino, нагледно показва на адмирал Тингу недостатъците на съвременните съдове за боя, а за това Тинг, отплавайки от Уей-ха-уей в издирване на японците, решава, по възможност, да острани тези недостатъци. Първо, на брега са свалени всички лодки и на всеки съд е оставена само по една лодка с шест весла. Цялото излишно дърво, въжета и т.н., е оставено на брега; излизащите отвът бордовете части на мостиците са отрязъни. Всички дървени перила са премахнати и сменени с леки въжени такива, а дървените трапове, където е възможно, са сменени с щорм трапове. Големите стоманени щитове, дебели 1 дюйм и прикриващи оръдията в кулите, са махнати, тъй като представляват, по мнението на командира на броненосеца Chen-Yen, нищо повече от капан за артилерийските разчети | “ |

 Като допълнителни мерки за защита от осколъците са използвани бруствери от чували с пясък.
На 17 септември 1894 г. „Дзъюен“ е в състава на Бейянската ескадра по време на сражението до устието на река Ялу – решаващото морско сражение на японо-китайската война. Крайцерът се намира на крайния ляв фланг на плаващия срещу противника във фронтален строй Бейянски флот, леко изостанал от корабите в центъра, заради проблеми с машината. Заради изоставането си „Дзъюен“ не участва в атаката на японския ариергард от централната група на китайските кораби. Той влиза в боя, когато ескадрата на адмирал Дин Жучан заобикаля главните сили на японския флот начело с флагманския крайцер на вицеадмирал Ито „Мацушима“. „Дзъюен“ и съпровождащото го неголямо авизо „Гуанцзя“ под обстрела се разминават на контракурс с „Мацушима“ и следващите го японски крайцери. След това „Дзъюен“ се сблъсква със силно повредения китайски крайцер „Янгвей“ и го таранира. Без да помогне на екипажа на потъващия „Янгвей“, „Дзъюен“ заедно с „Гуанцзя“ излиза от боя и се насочва към Люйшун, където пристига на следващото утро („Гуанцзя“ през нощта налита на скали и е взривен от екипажа).

Командирът на „Дзъюен“ Фан Боцян е привлечен към съд за малодушното бягство от мястото на сражението. В защита на капитан Фан се изказва инструктора Хофман, който казва, че излизането на „Дзъюен“ от боя е оправдано. По думите на Хофман: 
| „                           | Капитан Фонг на „Тси-Юане“ се сражава храбро и умело. Ние загубихме убити седем или осем души, но продължавахме да стреляме толкова бързо, колкото можехме. Това продължаваше до 2 – 3 часа след пладне, когато нашия кораб получи страшни повреди, ние бяхме длъжни да напуснем сражението. Нашето кърмово 15-сант. круповско оръдие бе разбито, а на двете предни оръдия бяха унищожени механизмите за зареждане, така че от тях не можеше да се стреля и кораба във всяко отношение стана безполезен. Тогава капитан Фонг реши да напусне сражението и да се постарае да достигне до Порт Артур, за да се превъоръжи… По пътя си се сблъскахме с друг кораб, който потъна… Водата нахлуваше в „Тси-Юан“ като поток, но ние затворихме предните водонепроницаеми прегради и благополучно продължихме своя път. Аз не мисля, че обвиненията в страхливост, отправяни към капитан Фонг, са справедливи; той се сражаваше дотогава, докато кораба стана негоден за бой. Димът бе толкова гъст, че не можеше добре да се разбере какво става дори на собствения ни кораб. | “ |
| Вильсон Х. Броненосцы в бою | |   |

Според съобщения на друг чуждестранен инструктор, Мак-Гифин, повредите на „Дзъюен“ се ограничават с кърмовото оръдие, разбите вече по време на бягството „скоро след началото на боя“. Но самия Мак-Гифин споменава, че вижда отдалечаващия се „Дзъюен“ от палубата на броненосеца „Чженюан“ в 2.45. като по негови думи битката започнала в 12.20, т.е. кораба на капитан Фон Боцян все пак е бил в боя над два часа. По данни от огледа след сражението, „Дзъюен“ е получил около 70 попадения, екипажът губи в боя 5 души убити и 14 ранени. Напълно е възможно, капитан Фан със самоволното си оттелгяне отново да е спасил своя кораб от гибел в бой, в който потъват два по-силни китайски крайцера. Но трибуналът не намира в действията на Фан Боцян смекчаващи обстоятелства, и, след потвърдяване на присъдата от императора, капитана на „Дзъюен“ е екзекутиран в Люйшун на 24 септември 1894 г.
В началото на следващата година „Дзъюен“ в състава на Бейянската ескадра участва в отбраната на Уейхайуей, срещу блокиращия японски флот, обстрелва японските позиции на брега. След потопяването през нощта на 4 февруари от японски миноносци на флагманския китайски броненосец „Динъюан“ адмирал Дин Жучан пренася флага си на „Дзъюен“ и плава с него в охраната на залива, за да не допусне ново проникване на японците в него. Но през нощта на 5 февруари японските миноносци успешно провеждат нов рейд против останките на Бейянския флот. Уейхайуейската отбрана завършва с капитуляцията на адмирал Дин, който се самоубива. На 14 февруари 1895 г. „Дзъюен“, заедно с другите оцелели китайски кораби спуска флага и се предава на японците.

## Служба в японския флот
На 16 март 1895 г. бившият китайски крайцер е официално включен в състава на японския флот. Новото му име е „Сайен“ (в съответствие с японското произношение на йероглифите на името). „Сайен“ участва в японо-китайската война и на страната на японците – но вече след официалният ѝ край (така, както по-рано „Дзъюен“ започва в Асан войната преди официалното ѝ обявяване). Китайският губернатор на Тайван, предаден на Япония според мирния договор, отказва да предаде острова на японците и продължава съпротивата със собствени сили. На 13 октомври 1895 г. „Сайен“ бомбардира позициите на китайските войски в Тайнан в югозападен Тайван.
През периода 1898 – 1900 г. „Сайен“ преминава основен ремонт, свалени са фок и бизан мачтите, заменени са котлите (на два двойни), а също и спомагателното артилерийско (осем 47 mm оръдия) и минното (четири 457 mm апарата) въоръжение. Корабът е прекласифициран от крайцер на кораб на бреговата отбрана 3-ти ранг (като такъв клас съдове се отнасят предимно канонерските лодки). Както и в китайския флот, в основно носи служба като стационар в корейските пристанища. В края на 1903 г. е в Чемулпо и едва не става участник в първото сражение на руско-японската война. Но поради възникнали в Мокпхо заплаха за японското население от страна на корейците, „Сайен“ е изпратен там.
На 24 януари 1904 г., с началото на войната, „Сайен“ пленява до остров Цушима руския параход на Доброволния флот „Екатеринослав“ и го отвежда във Фузан. Впоследствие „Сайен“, в състава на отряда канонерски лодки, поддържа японските войски, настъпаващи към Порт Артур, участвал и в морската блокада на руската крепост откъм Бохайския залив. По време на четвъртия щурм на Порт Артур от японскота армия „Сайен“ ежедневно бомбардира левия фланг на руските войски и позициите на планината Высокая от страна на залива Луиза, които са извън секторите на обстрел на бреговите батареи. От мини японците се защитават с методично тралене до подхода на влизането в залива. С цел унищожаване на „Сайен“, който носи на руснаците със своите 8-дюймови оръдия голямо безпокойство, е проведена поставяне на мини от оборудвани за целта катери на броненосците „Победа“ и „Пересвет“ (обикновено миноносците не успяват да влязат в тесния залив). Ранното утро на 30 ноември (нов стил) руските катери, правят поход от Порт Артур и поставят мини. В същия ден „Сайен“, идва, както обикновено, за обстрел на руските позиции, се натъква на мина при влизането в залива (тъй като взривът не е в самия залив е възможно това да е мина, поставена не от някои от катерите, а такава поставена по-рано от миноносец).
| „                          | В 2 часа по пладне от Златната планина пристигат по телефона до „Отважный“ донесения: „Сай-Иен“ подхожда към залива; „Сай-Иен“ пуска траловете; „Сай-Иен“ влиза в пролива; и, накрая, в 2 ч. 30 м „Сай-Иен“ се взривява и, след две минути – „Сай-Иен“ потъна. Така описва този епизод официалното японско донесение: «…. По десния борд „Сай-Иен“ близо до предното котелно се чува грохот на взрив, съпроводен от силно сътресение на съда. Капитан 2 ранг Тадзима разбира, че съда се е натъкнал на мина и веднага заповядва да се затворят непроницаемите врати, да се даде сигнал за катастрофата на другите съдове и, за да спаси съда от потъване, да се насочат към брега. Но водата навлиза прекалено силно; няма и минута след взрива, и съда започва да потъва към носа, и вече нищо не може да се направи за неговото спасяване. Осъзнавайки това, кап. 2 р. Тадзима заповядва на екипажа да напусне кораба, да спуснат лодките и да изхвърлят в морето всички плаващи предмети, за които може да се държат. Съда ляга на десния борд и, три минути след експлозията, окончателно потъва. Всички започват да спасяват хората… Командирът, кап. 2 р. Тадзима, 38 офицера и низши чинове изчезват безследно | “ |
| Б. П. Дудоров Минный катер | |   |

На следващия ден след гибелта на „Сайен“ командирът на 3-та японска армия генерал Ноги изпраща телеграма на командващия Съединения флот адмирал Того, в която съобщава, че „армията повече не може да изисква съдействие на флота, след като самите те са заплашени от опасност“. В същия ден адмирал Того отзовава отряда канонерски лодки от залива Луиза.